# Großer Preis von Abu Dhabi 2011
Der Große Preis von Abu Dhabi 2011 (offiziell 2011 Formula 1 Etihad Airways Abu Dhabi Grand Prix) fand am 13. November auf dem Yas Marina Circuit auf der Yas-Insel statt und war das 18. Rennen der Formel-1-Weltmeisterschaft 2011.

## Bericht

### Hintergrund
Nach dem Großen Preis von Japan stand Sebastian Vettel bereits als Weltmeister fest. Nach dem Großen Preis von Indien führte er in der Fahrerwertung uneinholbar mit 134 Punkten vor Jenson Button und mit 147 Punkten vor Fernando Alonso. In der Konstrukteurswertung stand Red Bull-Renault nach dem Großen Preis von Korea ebenfalls als Weltmeister fest. Sie führten uneinholbar mit 153 Punkten vor McLaren-Mercedes und mit 270 Punkten vor Ferrari.
Beim Großen Preis von Abu Dhabi stellte Pirelli den Fahrern die Reifenmischungen Medium (weiß) und Soft (gelb), sowie für nasse Bedingungen Intermediates (hellblau) und Full-Wets (orange) zur Verfügung.
Vor dem Rennwochenende gab es einen Fahrerwechsel: Bei HRT kehrte Vitantonio Liuzzi ins Cockpit zurück. Er übernahm wieder das Fahrzeug mit der Nummer 23, das in Indien von Daniel Ricciardo pilotiert wurde. Narain Karthikeyan, der in Indien den anderen HRT fuhr, gab das Cockpit des Autos mit der Nummer 22 wieder an Ricciardo ab.
Mit Vettel (zweimal) trat der bisher einzige Sieger zu diesem Grand Prix an.

### Training
Im ersten freien Training war Button der schnellste Pilot vor Mark Webber und Lewis Hamilton. Robert Wickens übernahm in diesem Training den Virgin von Jérôme D’Ambrosio und debütierte an einem Formel-1-Wochenende. Darüber hinaus kehrte Romain Grosjean in diesem Training im Renault von Bruno Senna in die Formel 1 zurück. Seine letzte Teilnahme an einem Grand-Prix-Wochenende absolvierte er zwei Jahre zuvor auf dieser Strecke, als er auch zum Rennen startete. Außerdem erhielt Jean-Éric Vergne im ersten freien Training den Toro Rosso von Sébastien Buemi.
Im zweiten freien Training fuhr Hamilton die schnellste Runde vor seinem Teamkollegen Button und Alonso.
Im dritten freien Training erzielte Hamilton abermals die schnellste Zeit. Auf den Plätzen zwei und drei folgten Vettel und Webber.

### Qualifying
Im ersten Abschnitt des Qualifyings (Q1) fuhr Hamilton die Bestzeit. Rubens Barrichello setzte keine Zeit und scheiterte somit an der Qualifikation. Er wurde nachträglich zum Start zugelassen. Darüber hinaus schafften die HRT-, Virgin- und Lotus-Piloten nicht den Sprung in den nächsten Abschnitt.
In diesem (Q2) behielt Hamilton die Führung. Die Sauber-, Toro Rosso- und Renault-Piloten sowie Pastor Maldonado schieden aus.
Im finalen Segment (Q3) erzielte Vettel die schnellste Runde und somit seine 29. Pole-Position vor Hamilton und Button.

### Rennen
Vettel führte nach dem Start in der ersten Kurve, doch ein unerklärlicher Reifenschaden am rechten Hinterreifen führte dazu, dass er in Kurve 2 von der Strecke abkam und seinen ersten Ausfall in dieser Saison erlitt und den ersten seit dem Großen Preis von Korea 2010. Für Vettel endet eine Serie von 19 Punkterennen, die drittbeste Serie aller Zeiten nach der von Michael Schumachers 24 Punkterennen zwischen dem Großen Preis von Ungarn 2001 und dem Großen Preis von Malaysia 2003 und der bisherigen 41 Punkterennen von Max Verstappen zwischen dem Großen Preis der Emilia-Romagna 2022 und dem Großen Preis von Abu Dhabi 2023.
Hamilton führte das Rennen danach an und gewann das Rennen weitgehend ungefährdet. Alonso wurde Zweiter, nachdem er Button in Runde 1 überholt hatte, Button wurde schließlich Dritter. Webber fiel zu Beginn hinter Alonso zurück, blieb aber nach Vettels Ausfall Vierter. Er kämpfte das ganze Rennen über mit Button, aber ohne Erfolg, und wurde schließlich Vierter. Ihm folgten Felipe Massa, die beiden Mercedes, die beiden Force India und die beiden Sauber – wobei Kobayashi den letzten Punkt holte und Pérez als Elfter ausschied. D’Ambrosio, Buemi und Ricciardo waren die anderen Ausfälle des Rennens. Für Hamilton war es der 17. Sieg in der Formel-1-Weltmeisterschaft.
Webber erzielte zum sechsten Mal die schnellste Runde und sicherte sich damit vorzeitig den DHL Fastest Lap Award.

## Meldeliste
| Team                         | Nr. | Fahrer             | Chassis             | Motor                | Reifen |
| ---------------------------- | --- | ------------------ | ------------------- | -------------------- | ------ |
| Red Bull Racing              | 01  | Sebastian Vettel   | Red Bull RB7        | Renault 2.4 V8       | P      |
| Red Bull Racing              | 02  | Mark Webber        | Red Bull RB7        | Renault 2.4 V8       | P      |
| Vodafone McLaren Mercedes    | 03  | Lewis Hamilton     | McLaren MP4-26      | Mercedes-Benz 2.4 V8 | P      |
| Vodafone McLaren Mercedes    | 04  | Jenson Button      | McLaren MP4-26      | Mercedes-Benz 2.4 V8 | P      |
| Scuderia Ferrari             | 05  | Fernando Alonso    | Ferrari 150º Italia | Ferrari 2.4 V8       | P      |
| Scuderia Ferrari             | 06  | Felipe Massa       | Ferrari 150º Italia | Ferrari 2.4 V8       | P      |
| Mercedes GP Petronas F1 Team | 07  | Michael Schumacher | Mercedes MGP W02    | Mercedes-Benz 2.4 V8 | P      |
| Mercedes GP Petronas F1 Team | 08  | Nico Rosberg       | Mercedes MGP W02    | Mercedes-Benz 2.4 V8 | P      |
| Lotus Renault GP             | 09  | Romain Grosjean    | Renault R31         | Renault 2.4 V8       | P      |
| Lotus Renault GP             | 09  | Bruno Senna        | Renault R31         | Renault 2.4 V8       | P      |
| Lotus Renault GP             | 10  | Witali Petrow      | Renault R31         | Renault 2.4 V8       | P      |
| AT&T Williams                | 11  | Rubens Barrichello | Williams FW33       | Cosworth 2.4 V8      | P      |
| AT&T Williams                | 12  | Pastor Maldonado   | Williams FW33       | Cosworth 2.4 V8      | P      |
| Force India F1 Team          | 14  | Adrian Sutil       | Force India VJM04   | Mercedes-Benz 2.4 V8 | P      |
| Force India F1 Team          | 15  | Paul di Resta      | Force India VJM04   | Mercedes-Benz 2.4 V8 | P      |
| Sauber F1 Team               | 16  | Kamui Kobayashi    | Sauber C30          | Ferrari 2.4 V8       | P      |
| Sauber F1 Team               | 17  | Sergio Pérez       | Sauber C30          | Ferrari 2.4 V8       | P      |
| Scuderia Toro Rosso          | 18  | Jean-Éric Vergne   | Toro Rosso STR6     | Ferrari 2.4 V8       | P      |
| Scuderia Toro Rosso          | 18  | Sébastien Buemi    | Toro Rosso STR6     | Ferrari 2.4 V8       | P      |
| Scuderia Toro Rosso          | 19  | Jaime Alguersuari  | Toro Rosso STR6     | Ferrari 2.4 V8       | P      |
| Team Lotus                   | 20  | Heikki Kovalainen  | Lotus T128          | Renault 2.4 V8       | P      |
| Team Lotus                   | 21  | Jarno Trulli       | Lotus T128          | Renault 2.4 V8       | P      |
| HRT F1 Team                  | 22  | Daniel Ricciardo   | HRT F111            | Cosworth 2.4 V8      | P      |
| HRT F1 Team                  | 23  | Vitantonio Liuzzi  | HRT F111            | Cosworth 2.4 V8      | P      |
| Marussia Virgin Racing       | 24  | Timo Glock         | Virgin MVR-02       | Cosworth 2.4 V8      | P      |
| Marussia Virgin Racing       | 25  | Robert Wickens     | Virgin MVR-02       | Cosworth 2.4 V8      | P      |
| Marussia Virgin Racing       | 25  | Jérôme D’Ambrosio  | Virgin MVR-02       | Cosworth 2.4 V8      | P      |

Anmerkungen
1. 1 2  Grosjean fuhr den Renault mit der Nummer 9 im ersten freien Training. Senna übernahm das Fahrzeug anschließend für das restliche Rennwochenende.
2. 1 2  Vergne fuhr den Toro Rosso mit der Nummer 18 im ersten freien Training. Buemi übernahm das Fahrzeug anschließend für das restliche Rennwochenende.
3. 1 2  Wickens fuhr den Virgin mit der Nummer 25 im ersten freien Training. D’Ambrosio übernahm das Fahrzeug anschließend für das restliche Rennwochenende.

## Klassifikationen

### Qualifying
| Pos.                                                                      | Fahrer             | Konstrukteur         | Q1         | Q2       | Q3         | Start |
| ------------------------------------------------------------------------- | ------------------ | -------------------- | ---------- | -------- | ---------- | ----- |
| 01                                                                        | Sebastian Vettel   | Red Bull-Renault     | 1:40,478   | 1:38,516 | 1:38,481   | 01    |
| 02                                                                        | Lewis Hamilton     | McLaren-Mercedes     | 1:39,782   | 1:38,434 | 1:38,622   | 02    |
| 03                                                                        | Jenson Button      | McLaren-Mercedes     | 1:40,227   | 1:39,097 | 1:38,631   | 03    |
| 04                                                                        | Mark Webber        | Red Bull-Renault     | 1:40,167   | 1:38,821 | 1:38,858   | 04    |
| 05                                                                        | Fernando Alonso    | Ferrari              | 1:41,380   | 1:39,058 | 1:39,058   | 05    |
| 06                                                                        | Felipe Massa       | Ferrari              | 1:41,592   | 1:39,623 | 1:39,695   | 06    |
| 07                                                                        | Nico Rosberg       | Mercedes             | 1:41,120   | 1:39,420 | 1:39,773   | 07    |
| 08                                                                        | Michael Schumacher | Mercedes             | 1:42,605   | 1:40,554 | 1:40,662   | 08    |
| 09                                                                        | Adrian Sutil       | Force India-Mercedes | 1:40,595   | 1:40,205 | 1:40,768   | 09    |
| 10                                                                        | Paul di Resta      | Force India-Mercedes | 1:41,064   | 1:40,414 | keine Zeit | 10    |
| 11                                                                        | Sergio Pérez       | Sauber-Ferrari       | 1:41,311   | 1:40,874 | –          | 11    |
| 12                                                                        | Witali Petrow      | Renault              | 1:40,955   | 1:40,919 | –          | 12    |
| 13                                                                        | Sébastien Buemi    | Toro Rosso-Ferrari   | 1:41,737   | 1:41,009 | –          | 13    |
| 14                                                                        | Bruno Senna        | Renault              | 1:41,391   | 1:41,079 | –          | 14    |
| 15                                                                        | Jaime Alguersuari  | Toro Rosso-Ferrari   | 1:41,386   | 1:41,162 | –          | 15    |
| 16                                                                        | Kamui Kobayashi    | Sauber-Ferrari       | 1:41,613   | 1:41,240 | –          | 16    |
| 17                                                                        | Pastor Maldonado   | Williams-Cosworth    | 1:42,258   | 1:41,760 | –          | 24    |
| 18                                                                        | Heikki Kovalainen  | Lotus-Renault        | 1:42,979   | –        | –          | 17    |
| 19                                                                        | Jarno Trulli       | Lotus-Renault        | 1:43,884   | –        | –          | 18    |
| 20                                                                        | Timo Glock         | Virgin-Cosworth      | 1:44,515   | –        | –          | 19    |
| 21                                                                        | Daniel Ricciardo   | HRT-Cosworth         | 1:44,641   | –        | –          | 20    |
| 22                                                                        | Jérôme D’Ambrosio  | Virgin-Cosworth      | 1:44,699   | –        | –          | 21    |
| 23                                                                        | Vitantonio Liuzzi  | HRT-Cosworth         | 1:45,159   | –        | –          | 22    |
| 107-Prozent-Zeit: 1:46,766 min (bezogen auf Q1-Bestzeit von 1:39,782 min) |                    |                      |            |          |            |       |
| DNQ                                                                       | Rubens Barrichello | Williams-Cosworth    | keine Zeit | –        | –          | 23    |

Anmerkungen
1. ↑  Maldonado wurde wegen der Verwendung des neunten Motors der Saison um zehn Positionen nach hinten versetzt.

1. 1 2 3 4 5 6 7 8 9 10 11 12 13 14 15 16 17 18  Rennwagen mit KERS

### Rennen
| Pos. | Fahrer             | Konstrukteur         | Runden | Stopps | Zeit        | Start | Schnellste Runde |
| ---- | ------------------ | -------------------- | ------ | ------ | ----------- | ----- | ---------------- |
| 01   | Lewis Hamilton     | McLaren-Mercedes     | 55     | 2      | 1:37:11,886 | 02    | 1:43,461 (51.)   |
| 02   | Fernando Alonso    | Ferrari              | 55     | 2      | + 8,457     | 05    | 1:43,914 (41.)   |
| 03   | Jenson Button      | McLaren-Mercedes     | 55     | 2      | + 25,881    | 03    | 1:43,154 (51.)   |
| 04   | Mark Webber        | Red Bull-Renault     | 55     | 3      | + 35,784    | 04    | 1:42,612 (51.)   |
| 05   | Felipe Massa       | Ferrari              | 55     | 2      | + 50,578    | 06    | 1:44,288 (51.)   |
| 06   | Nico Rosberg       | Mercedes             | 55     | 2      | + 52,317    | 07    | 1:43,993 (55.)   |
| 07   | Michael Schumacher | Mercedes             | 55     | 2      | + 1:15,964  | 08    | 1:44,916 (48.)   |
| 08   | Adrian Sutil       | Force India-Mercedes | 55     | 2      | + 1:27,122  | 09    | 1:44,709 (53.)   |
| 09   | Paul di Resta      | Force India-Mercedes | 55     | 1      | + 1:41,087  | 10    | 1:44,120 (49.)   |
| 10   | Kamui Kobayashi    | Sauber-Ferrari       | 54     | 2      | + 1 Runde   | 16    | 1:43,521 (47.)   |
| 11   | Sergio Pérez       | Sauber-Ferrari       | 54     | 2      | + 1 Runde   | 11    | 1:44,566 (41.)   |
| 12   | Rubens Barrichello | Williams-Cosworth    | 54     | 2      | + 1 Runde   | 23    | 1:44,438 (50.)   |
| 13   | Witali Petrow      | Renault              | 54     | 2      | + 1 Runde   | 12    | 1:43,673 (52.)   |
| 14   | Pastor Maldonado   | Williams-Cosworth    | 54     | 2      | + 1 Runde   | 24    | 1:44,628 (52.)   |
| 15   | Jaime Alguersuari  | Toro Rosso-Ferrari   | 54     | 2      | + 1 Runde   | 15    | 1:44,093 (47.)   |
| 16   | Bruno Senna        | Renault              | 54     | 3      | + 1 Runde   | 14    | 1:46,150 (32.)   |
| 17   | Heikki Kovalainen  | Lotus-Renault        | 54     | 2      | + 1 Runde   | 17    | 1:46,610 (50.)   |
| 18   | Jarno Trulli       | Lotus-Renault        | 53     | 2      | + 2 Runden  | 18    | 1:47,444 (36.)   |
| 19   | Timo Glock         | Virgin-Cosworth      | 53     | 2      | + 2 Runden  | 19    | 1:48,085 (42.)   |
| 20   | Vitantonio Liuzzi  | HRT-Cosworth         | 53     | 1      | + 2 Runden  | 22    | 1:49,242 (52.)   |
| –    | Daniel Ricciardo   | HRT-Cosworth         | 48     | 2      | DNF         | 20    | 1:48,274 (35.)   |
| –    | Sébastien Buemi    | Toro Rosso-Ferrari   | 19     | 0      | DNF         | 13    | 1:47,094 (17.)   |
| –    | Jérôme D’Ambrosio  | Virgin-Cosworth      | 18     | 0      | DNF         | 21    | 1:51,196 (16.)   |
| –    | Sebastian Vettel   | Red Bull-Renault     | 1      | 0      | DNF         | 01    | –                |

Anmerkungen
1. 1 2 3 4 5 6 7 8 9 10 11 12 13 14 15 16 17 18  Rennwagen mit KERS

## WM-Stände nach dem Rennen
Die ersten zehn des Rennens bekamen 25, 18, 15, 12, 10, 8, 6, 4, 2 bzw. 1 Punkt(e).

### Fahrerwertung
| Pos. | Fahrer             | Konstrukteur         | Punkte |
| ---- | ------------------ | -------------------- | ------ |
| 01   | Sebastian Vettel   | Red Bull-Renault     | 374    |
| 02   | Jenson Button      | McLaren-Mercedes     | 255    |
| 03   | Fernando Alonso    | Ferrari              | 245    |
| 04   | Mark Webber        | Red Bull-Renault     | 233    |
| 05   | Lewis Hamilton     | McLaren-Mercedes     | 227    |
| 06   | Felipe Massa       | Ferrari              | 108    |
| 07   | Nico Rosberg       | Mercedes             | 83     |
| 08   | Michael Schumacher | Mercedes             | 76     |
| 09   | Witali Petrow      | Renault              | 36     |
| 10   | Nick Heidfeld      | Renault              | 34     |
| 11   | Adrian Sutil       | Force India-Mercedes | 34     |
| 12   | Kamui Kobayashi    | Sauber-Ferrari       | 28     |
| 13   | Jaime Alguersuari  | Toro Rosso-Ferrari   | 26     |
| 14   | Paul di Resta      | Force India-Mercedes | 23     |

| Pos. | Fahrer             | Konstrukteur       | Punkte |
| ---- | ------------------ | ------------------ | ------ |
| 15   | Sébastien Buemi    | Toro Rosso-Ferrari | 15     |
| 16   | Sergio Pérez       | Sauber-Ferrari     | 14     |
| 17   | Rubens Barrichello | Williams-Cosworth  | 4      |
| 18   | Bruno Senna        | Renault            | 2      |
| 19   | Pastor Maldonado   | Williams-Cosworth  | 1      |
| 20   | Pedro de la Rosa   | Sauber-Ferrari     | 0      |
| 21   | Jarno Trulli       | Lotus-Renault      | 0      |
| 22   | Heikki Kovalainen  | Lotus-Renault      | 0      |
| 23   | Vitantonio Liuzzi  | HRT-Cosworth       | 0      |
| 24   | Jérôme D’Ambrosio  | Virgin-Cosworth    | 0      |
| 25   | Timo Glock         | Virgin-Cosworth    | 0      |
| 26   | Narain Karthikeyan | HRT-Cosworth       | 0      |
| 27   | Daniel Ricciardo   | HRT-Cosworth       | 0      |
| 28   | Karun Chandhok     | Lotus-Renault      | 0      |

### Konstrukteurswertung
| Pos. | Konstrukteur         | Punkte |
| ---- | -------------------- | ------ |
| 01   | Red Bull-Renault     | 607    |
| 02   | McLaren-Mercedes     | 482    |
| 03   | Ferrari              | 353    |
| 04   | Mercedes             | 159    |
| 05   | Renault              | 72     |
| 06   | Force India-Mercedes | 57     |

| Pos. | Konstrukteur       | Punkte |
| ---- | ------------------ | ------ |
| 07   | Sauber-Ferrari     | 42     |
| 08   | Toro Rosso-Ferrari | 41     |
| 09   | Williams-Cosworth  | 5      |
| 10   | Lotus-Renault      | 0      |
| 11   | HRT-Cosworth       | 0      |
| 12   | Virgin-Cosworth    | 0      |